# Fasciculus (Anatomie)

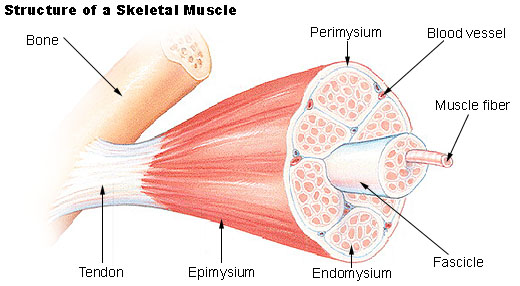
Ein Muskelfaszikel

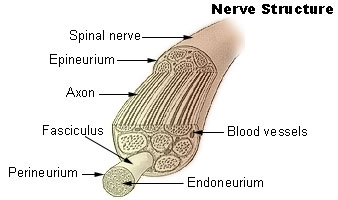
Nervenfaszikel

Als Fasciculus (Plural Fasciculi), auch Faszikel (dt. ‚kleines Bündel‘, ‚Päckchen‘; engl. fascicle) genannt, bezeichnet man in der Anatomie und Histologie Substrukturen, die aus mehreren Nerven- oder Muskelfasern bestehen. Die Substruktur stellt ein Bündel aus mehreren Einzelfasern dar. Bei Nervenfasern spricht man auch von einem Nervenfaszikel und bei Muskelfasern von einem Muskelfaszikel.
Bei Nervenfasern sind die einzelnen Faszikel vom sogenannten Perineurium, einem kollagenreichen Bindegewebe umgeben. Bei Muskelfasern erfüllt das Perimysium diese Funktion.

## Beispiele
- Fasciculus arcuatus
- Fasciculus cuneatus
- Fasciculus dentatorubralis
- Fasciculus gracilis
- Fasciculus lateralis
- Fasciculus longitudinalis dorsalis
- Fasciculus longitudinalis medialis
- Fasciculus mamillothalamicus
- Fasciculus medialis
- Fasciculus posterior
- Fasciculus retroflexus
- Fasciculus solitarius
- Fasciculus uncinatus